# Ангиджак

Остров Ангиджак (на английски: Angijak Island) е 89-ият по големина остров в Канадския арктичен архипелаг. Площта му е 134 км2, която му отрежда 141-во място сред островите на Канада. Административно принадлежи към канадската територия Нунавут. Необитаем.
Островът се намира на югоизток от п-ов Камбърленд, един от трите големи полуострова в югоизточната част на остров Бафинова земя, в западната част на протока Дейвис. На 4,6 км на запад е брегът на п-ов Камбърленд, като островът затваря от юг залива Инглис и затваря входовете на фиордите Ингнит и Сакиак, вклиняващи се дълбоко в полуострова.
Бреговата линия с дължина 132 км е изключително силно разчленена, като в сушата дълбоко се врязват няколко десетки фиорда и дълги и тесни полуострови между тях. Дължината му от северозапад на югоизток е 17,5 км, а максималната му ширина от север на юг е 14 км.
Релефът на острова е хълмист и нископланински с максимална височина до 441 м. Бреговете са стръмни, на места дори отвесни. По по-високите части има малки постоянни ледници.
Остров Ангиджак е открит през 1585 г. от английския полярен мореплавател Джон Дейвис по време на първото от трите му плавания за търсене на т.нар. „Северозападен проход“.
|  | Тази страница частично или изцяло представлява превод на страницата Angijak Island в Уикипедия на английски. Оригиналният текст, както и този превод, са защитени от Лиценза „Криейтив Комънс – Признание – Споделяне на споделеното“, а за съдържание, създадено преди юни 2009 година – от Лиценза за свободна документация на ГНУ. Прегледайте историята на редакциите на оригиналната страница, както и на преводната страница, за да видите списъка на съавторите. ВАЖНО: Този шаблон се отнася единствено до авторските права върху съдържанието на статията. Добавянето му не отменя изискването да се посочват конкретни източници на твърденията, които да бъдат благонадеждни. |